# Bruno Diamant
Bruno Diamant (Friedrichshafen, 3. svibnja 1867. – München, 1. prosinca 1942.) bio je njemački kipar.

## Životopis
Rođen je u Friedrichshafenu 3. svibnja 1867., od oca Johanna i majke Marije, koja je umrla kad mu je bilo dvije godine. Studirao je u Münchenu (1884.–1887.). Nakon toga je odlužio vojni rok. Tada je izradio svoj prvi rad, brončanu bistu cara Vilima Prvog. Zbog toga je bio oslobođen služenja šest mjeseci vojnog roka.
Oženio se 1894. godine. Stvarao je u Njemačkoj, Belgiji, Italiji, Bugarskoj i Poljskoj. Godine 1922. dolazi u Banju Luku u samostan Opatija Marija Zvijezda na poziv svoga bratića opata Bonaventure Drugog. Tamo se uključio u projektiranje buduće crkve. U Bosni je ostao uz kraće prekide sve do 1932. godine.
Želio se pred kraj života povući u samostan Mariju Zvijezdu, ali ga je rat spriječio u toj nakani. Umro je u Münchenu 1942. godine.

## Djela
- Spomen-krstača banjalučkim veleizdajnicima,[1]
- Biste kralja Petra Prvog,
- Ornamenti na zgradi kazališta u Banjaluci,
- Spomenika prvom banjalučkom biskupu Marijanu Markoviću.
- Četiri reljefno izrađena lika (kralja Tomislava, Matije Gupca, Petra Zrinjskog i Josipa Juraja Strossmayera) na bosanskogradiškom, šest metara visokom spomeniku autora arhitekta Ivana Eckerta, otkrivenog u povodu tisućugodišnjice Hrvatskog kraljevstva,
- Bista nadbiskupa Vinka Pulišića na otoku Olibu, u njegovoj rodnoj kući.

## Počasti
- Za izvanredne zasluge na polju crkvene umjetnosti dobio je 8. svibnja 1928. godine od pape Pija XI. papinsko odlikovanje Križ Pro Ecclesia et Pontifice.[1]

## Vanjske poveznice
Ostali projekti
|  | Zajednički poslužitelj ima još gradiva o temi Bruno Diamant |